# Levoncourt (Meuse)
Pour les articles homonymes, voir Levoncourt.
Levoncourt est une commune française située dans le département de la Meuse, en région Grand Est.

## Géographie

### Hydrographie
La commune est dans la région hydrographique « la Seine du confluent de l'Oise (inclus) à l'embouchure » au sein du bassin Seine-Normandie. Elle est drainée par le ruisseau de Lavallee et le ruisseau de Belrain,.

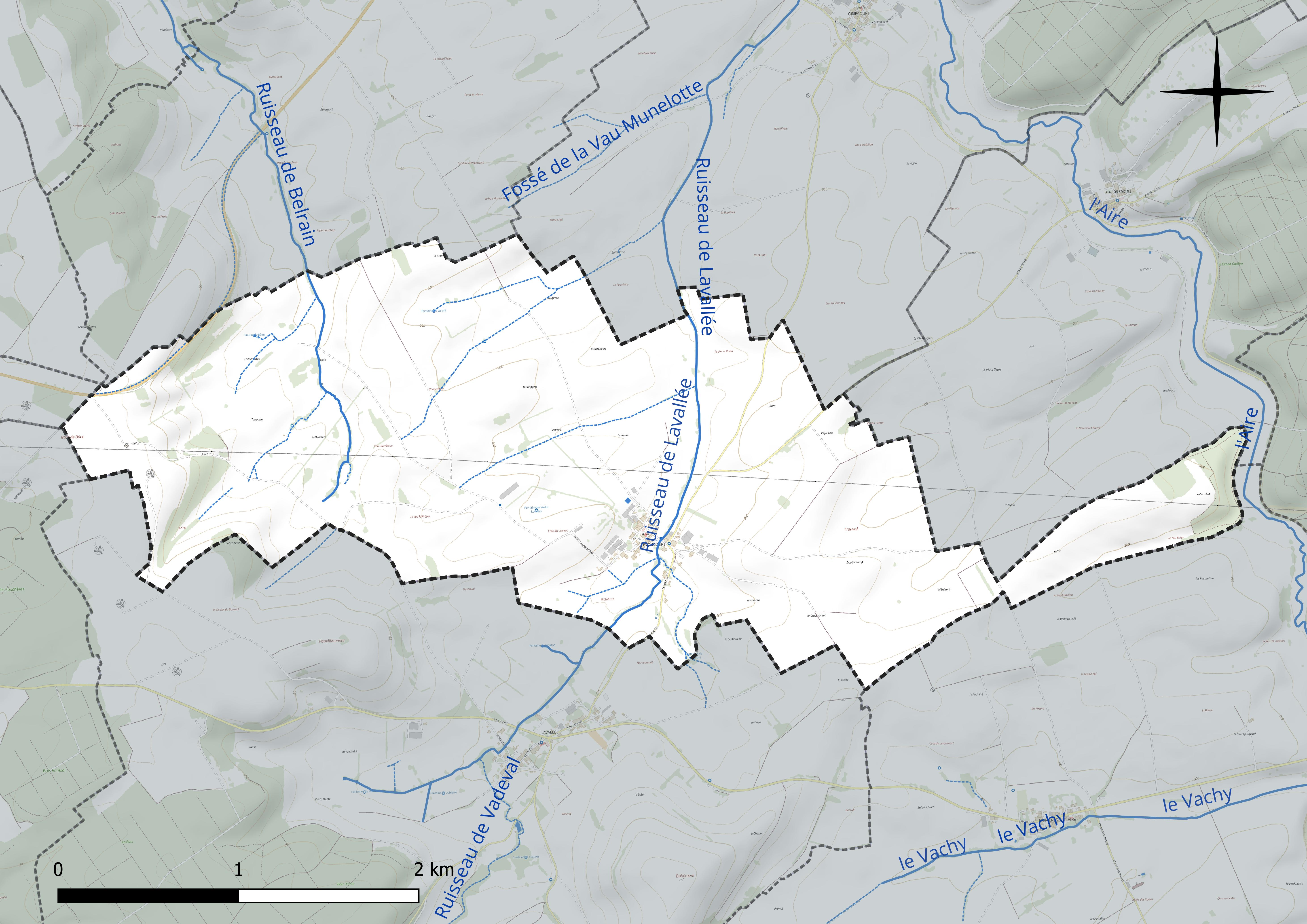
Réseau hydrographique de Levoncourt.

### Climat
Pour des articles plus généraux, voir Climat du Grand Est et Climat de la Meuse.
En 2010, le climat de la commune est de type climat de montagne, selon une étude du Centre national de la recherche scientifique s'appuyant sur une série de données couvrant la période 1971-2000. En 2020, Météo-France publie une typologie des climats de la France métropolitaine dans laquelle la commune est exposée à un climat océanique altéré et est dans la région climatique  Lorraine, plateau de Langres, Morvan, caractérisée par un hiver rude (1,5 °C), des vents modérés et des brouillards fréquents en automne et hiver. 
Pour la période 1971-2000, la température annuelle moyenne est de 9,5 °C, avec une amplitude thermique annuelle de 16 °C. Le cumul annuel moyen de précipitations est de 1 043 mm, avec 13,8 jours de précipitations en janvier et 9,8 jours en juillet. Pour la période 1991-2020, la température moyenne annuelle observée sur la station météorologique de Météo-France la plus proche, « Erneville aux Bois_sapc », sur la commune d'Erneville-aux-Bois à 10 km à vol d'oiseau, est de 9,9 °C et le cumul annuel moyen de précipitations est de 1 021,5 mm. 
La température maximale relevée sur cette station est de 39,4 °C, atteinte le 25 juillet 2019 ; la température minimale est de −24,2 °C, atteinte le 18 février 1956,,. 
Les paramètres climatiques de la commune ont été estimés pour le milieu du siècle (2041-2070) selon différents scénarios d'émission de gaz à effet de serre à partir des nouvelles projections climatiques de référence DRIAS-2020. Ils sont consultables sur un site dédié publié par Météo-France en novembre 2022.

## Urbanisme

### Typologie
Au 1er janvier 2024, Levoncourt est catégorisée commune rurale à habitat dispersé, selon la nouvelle grille communale de densité à sept niveaux définie par l'Insee en 2022.
Elle est située hors unité urbaine. Par ailleurs la commune fait partie de l'aire d'attraction de Bar-le-Duc, dont elle est une commune de la couronne,. Cette aire, qui regroupe 86 communes, est catégorisée dans les aires de 50 000 à moins de 200 000 habitants,.

### Occupation des sols
L'occupation des sols de la commune, telle qu'elle ressort de la base de données européenne d’occupation biophysique des sols Corine Land Cover (CLC), est marquée par l'importance des territoires agricoles (100 % en 2018), une proportion identique à celle de 1990 (100 %). La répartition détaillée en 2018 est la suivante : 
terres arables (66,3 %), prairies (30,5 %), zones agricoles hétérogènes (3,2 %). L'évolution de l’occupation des sols de la commune et de ses infrastructures peut être observée sur les différentes représentations cartographiques du territoire : la carte de Cassini (XVIIIe siècle), la carte d'état-major (1820-1866) et les cartes ou photos aériennes de l'IGN pour la période actuelle (1950 à aujourd'hui).

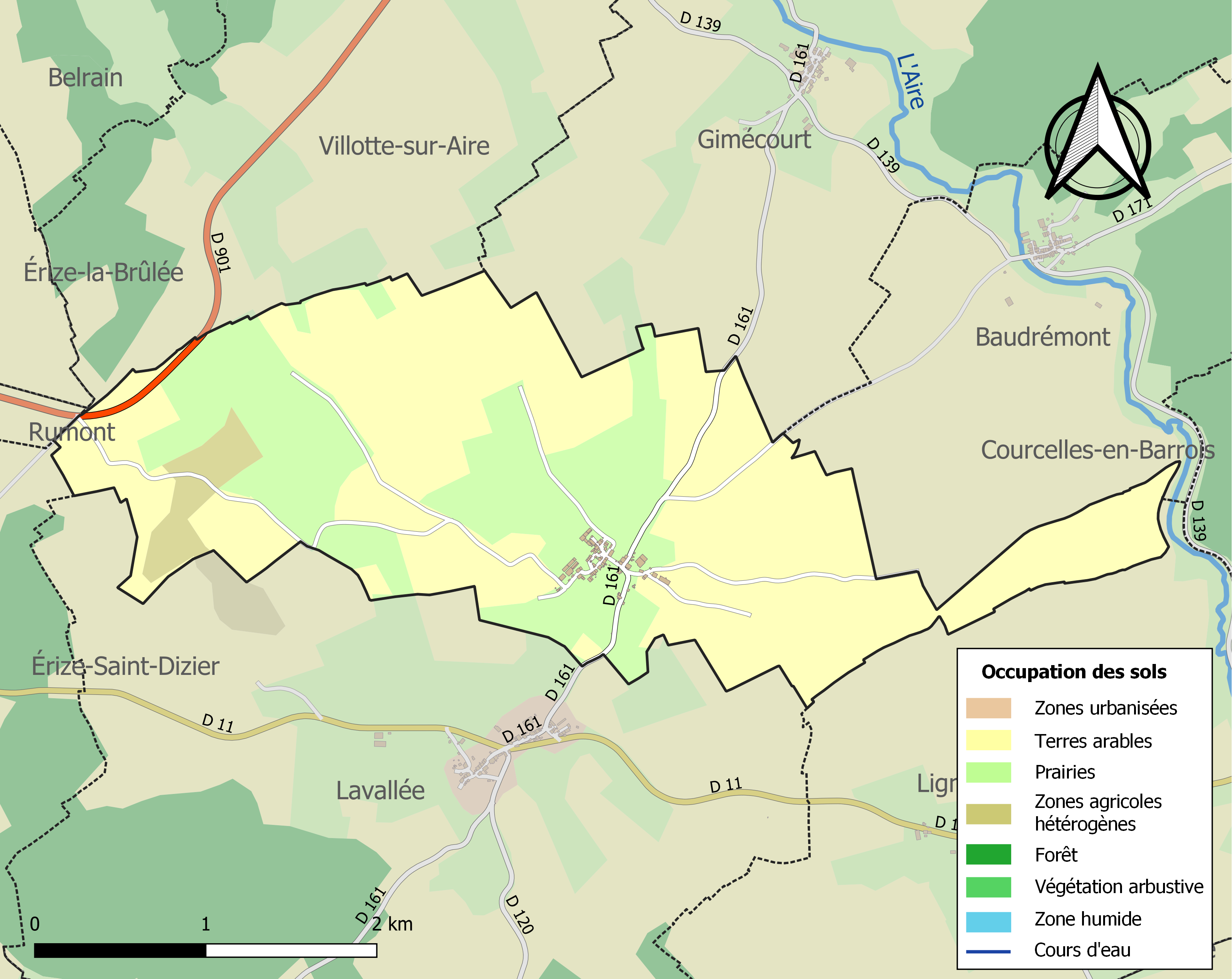
Carte des infrastructures et de l'occupation des sols de la commune en 2018 (CLC).

## Toponymie
Le nom de la localité est attesté sous les formes Levonis-curtis (1135) ; Levoncort (1275) ; Levoncourt (1319) ; Lenoncuria (1580) ; Lenoncourt (1656) ; Levoncuria (1711) ; Levonis-curia (1756).

## Histoire
Il y avait autrefois un château ou plutôt une maison de maître, appartenant à la famille Colliquet, dont Jean, baron, écuyer, capitaine au régiment de Luxembourg, seigneur de Levoncourt, décédé à Levoncourt en 1713. On trouve sa famille aussi à Lavallée et Érize-la-Brûlée. Pendant la Seconde Guerre mondiale, plusieurs habitations ainsi que l'église ont été bombardées par les Allemands. L'église a été reconstruite en 1959.

## Politique et administration

### Liste des maires
| Période                                  | Période   | Identité            | Étiquette | Qualité                                                                   |
| ---------------------------------------- | --------- | ------------------- | --------- | ------------------------------------------------------------------------- |
| Les données manquantes sont à compléter. |           |                     |           |                                                                           |
| 1680                                     | 1700      | Nicolas François    |           | Mayeur de Levoncourt                                                      |
| 1700                                     | 1713      | Jean Colliquet      |           | Baron, écuyer, seigneur de Levoncourt capitaine au régiment de Luxembourg |
| mars 2001                                | mars 2008 | Bernard Dailly      |           |                                                                           |
| mars 2008                                | mars 2014 | Jean-Marie Thirion  |           |                                                                           |
| mars 2014                                | mai 2020  | Aline Berthanier    |           |                                                                           |
| mai 2020                                 | En cours  | Marie-Pierre Verdun |           | Cadre                                                                     |

### Politique environnementale
Le parc éolien de Belrain, mis en service en février 2011 par Wind Prospect, est situé sur le territoire de la commune et celui voisin de Lavallée. Composé de 4 éoliennes, il développe une puissance totale de 8 MW.

## Démographie
L'évolution du nombre d'habitants est connue à travers les recensements de la population effectués dans la commune depuis 1793. Pour les communes de moins de 10 000 habitants, une enquête de recensement portant sur toute la population est réalisée tous les cinq ans, les populations de référence des années intermédiaires étant quant à elles estimées par interpolation ou extrapolation. Pour la commune, le premier recensement exhaustif entrant dans le cadre du nouveau dispositif a été réalisé en 2008.

En 2022, la commune comptait 56 habitants, en évolution de −1,75 % par rapport à 2016 (Meuse : −4,4 %, France hors Mayotte : +2,11 %).
| 1793 | 1800 | 1806 | 1821 | 1831 | 1836 | 1841 | 1846 | 1851 |
| ---- | ---- | ---- | ---- | ---- | ---- | ---- | ---- | ---- |
| 239  | 220  | 254  | 247  | 252  | 261  | 250  | 267  | 261  |

| 1856 | 1861 | 1866 | 1872 | 1876 | 1881 | 1886 | 1891 | 1896 |
| ---- | ---- | ---- | ---- | ---- | ---- | ---- | ---- | ---- |
| 269  | 257  | 216  | 202  | 203  | 196  | 206  | 164  | 143  |

| 1901 | 1906 | 1911 | 1921 | 1926 | 1931 | 1936 | 1946 | 1954 |
| ---- | ---- | ---- | ---- | ---- | ---- | ---- | ---- | ---- |
| 130  | 122  | 126  | 104  | 93   | 91   | 93   | 86   | 73   |

| 1962 | 1968 | 1975 | 1982 | 1990 | 1999 | 2006 | 2008 | 2013 |
| ---- | ---- | ---- | ---- | ---- | ---- | ---- | ---- | ---- |
| 57   | 58   | 54   | 50   | 46   | 41   | 47   | 49   | 58   |

| 2018 | 2022 | - | - | - | - | - | - | - |
| ---- | ---- | - | - | - | - | - | - | - |
| 57   | 56   | - | - | - | - | - | - | - |

## Culture locale et patrimoine

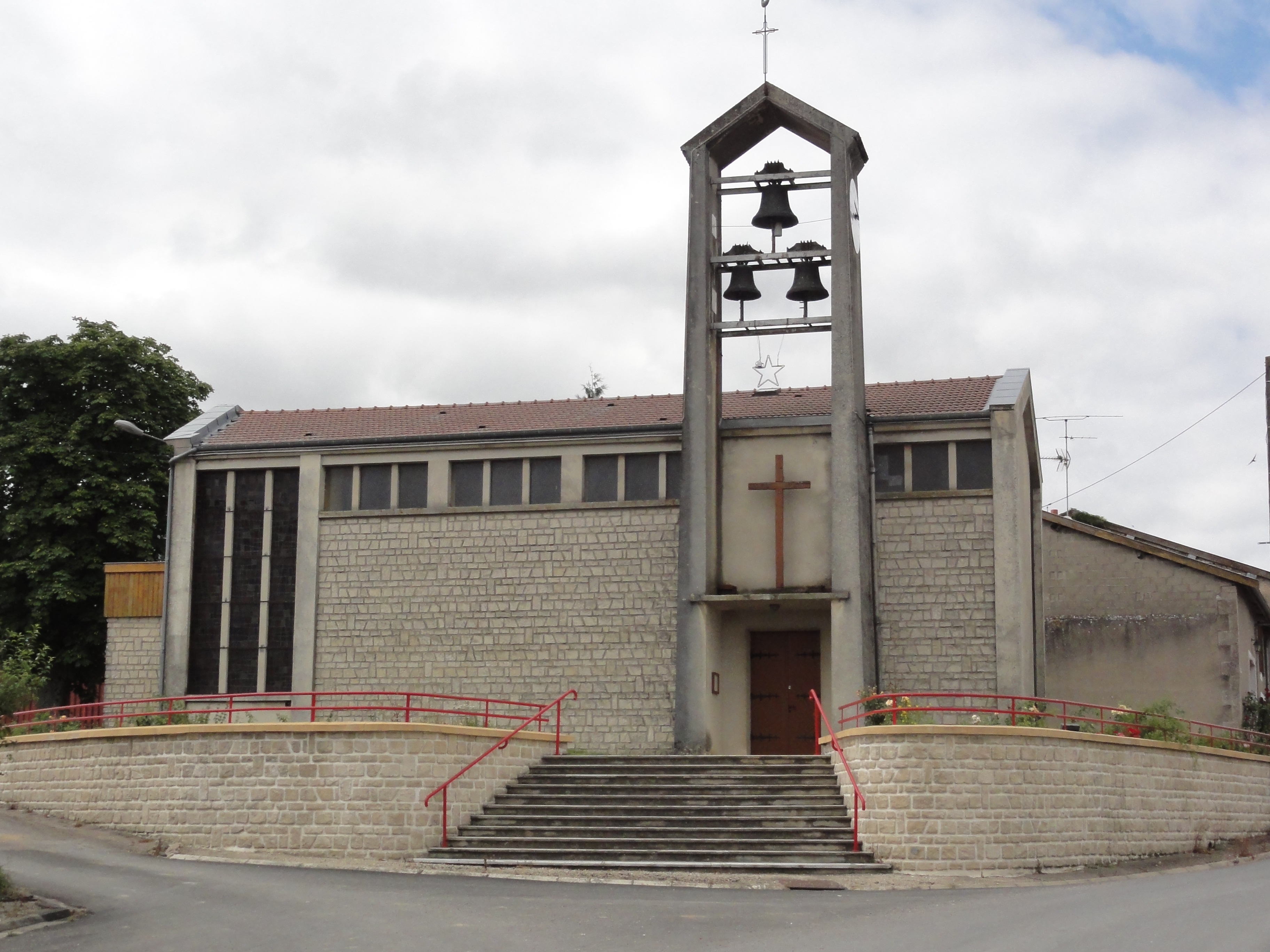
L'église Saint-Martin.

### Lieux et monuments
L'église Saint-Martin édifiée dans les années 1950 avec son architecture moderne et son campanile aux 3 cloches visibles.

### Héraldique
|  | Les armoiries de Levoncourt se blasonnent ainsi : D'azur à la tête de lion arrachée d'argent, surmontée à dextre d'une meule de moulin d'or, à senestre d'une meule d'huilerie du même; au chef triangulaire cousu de gueules à l'oie volant d'argent, allumée, becquée et membrée d'or, posée en bande. Création Robert André Louis. Adopté le 5 avril 2016. |